# ABC Entertainment Group
ABC Entertainment Group – amerykański holding mediowy utworzony formalnie w 2009 roku, należący do The Walt Disney Company. W jego obrębie znajdują się wszystkie przedsiębiorstwa powiązane z telewizją ABC.

## Historia
Formalnie spółka powstała w 2009 roku, kiedy to Disney-ABC Television Group poinformowało, że ABC Entertainment i ABC Studios zostaną połączone w nową jednostkę o nazwie ABC Entertainment Group. Tydzień później ogłoszono również, że w nowej grupie będzie pracować o 5% pracowników mniej.

## Struktura grupy
- ABC
- ABC News
  - ABC News Now
- ABC Family
- SOAPnet
- A&E Television Networks (42,5%)
- Live Well Network